# Cuscuta ceanothii
Cuscuta ceanothii är en vindeväxtart som beskrevs av Behr. Cuscuta ceanothii ingår i släktet snärjor, och familjen vindeväxter. Inga underarter finns listade i Catalogue of Life.